# Josef Scheinigg
Josef Scheinigg (* 5. Februar 1816 in Ferlach Nr. 26, Kärnten; † 18. November 1863 in Ottakring Nr. 405) war ein Büchsenmachermeister sowie ein k.k. Gewehr- und Revolverfabrikant in Ottakring. Bekannt wurde Scheinigg vor allem durch seinen „Dorn-Revolver“ und die Zusammenarbeit mit seinem Schwiegersohn Leopold Gasser.

## Biographie
Josef Scheinigg stammte aus der „Büchsenmacherstadt“ Ferlach in Kärnten. Schon sein Vater Joseph, Großvater Bernard und Urgroßvater Andreas waren gelernte Büchsenmacher. Das Büchsenmacherhandwerk in Ferlach wurde 2010 von der UNESCO als immaterielles Kulturerbe ausgezeichnet. Die Familie Scheinigg darf man wohl zu einer der ältesten Familien zählen, die dieses Handwerk in Ferlach betrieb.
Josef Scheinigg war der Sohn des k.k. Büchsenmachermeisters Joseph Scheinigg sen. (3. September 1791 – 23. August 1842) und dessen Ehefrau Anna geb. Schaunig (* 1791) in Ferlach. Josef Scheinigg war vierzehn Jahre Büchsenmeister in der k.k. Armee und zuletzt in Ferlach als k.k. Fabriksleiter und Innungsvorsteher in der Waffenfabrikation tätig. In dieser Zeit erwarb er sich wichtige Kenntnisse in der Waffenherstellung, welche ihm später bei der Entwicklung seines „Dorn-Revolvers“ zugutekamen.
Josef Scheinigg heiratete Josefa, die Tochter des Büchsenmachers Josef Koscher aus Neulerchenfeld bei Wien. Koscher stammte wie Scheinigg aus Ferlach. In Ottakring im Haus Nr. 405 betrieb Scheinigg eine Büchsenmacherei. Bei der Umstellung von Konskriptionsnummern auf Straßen- und Gassennamen wurde später aus der Konskriptionsnummer Nr. 405 in Ottakring die Adresse Gansterergasse Nr. 7, Ecke Wagnergasse Nr. 1 (seit 1894 Arnethgasse). In diesem Eckhaus war die Waffenfabrik und auch das Wohnhaus der Familie Scheinigg.
Zu dieser Zeit gab es in Ottakring mehrere Büchsenmacher, unter anderem die bekannte Gewehrfabrik Mathias und Thomas Sederl (1816–1896), Ottakring Nr. 315. Schon früh erkannten einige von ihnen die zukünftige Bedeutung der Revolver für militärische und private Zwecke.
Scheinigg spezialisierte sich neben seiner „Feuergewehr“-Erzeugung bereits in den 1850er-Jahren auf die Herstellung von Perkussionsrevolvern. Sein Ziel war es, die bisherigen Fabrikate der englischen, belgischen und französischen Revolverhersteller zu verbessern. Er beabsichtigte, die Vorzüge dieser Revolver zu verfeinern und deren Nachteile zu beseitigen. Dies mündete schließlich darin, dass Scheinigg am 18. April 1861 für seinen „Dorn–Revolver“ das höchste „Privilegium“ (Patent), welches damals in den österreichischen Ländern für die Verbesserungen von Waffen vergeben wurde, bekam.
An der Entwicklung dieses Revolvers soll Leopold Gasser (1836–1871), der angeblich um 1858 in die Firma eingetreten war, bereits maßgeblich mitgearbeitet haben. 1862 erhielt Scheinigg vom k.k. Kriegsministerium die Genehmigung, seinen „Dorn–Revolver“ an die k.k. Offiziere liefern zu dürfen. Die Bestellmengen für diese Waffe wurden damals als namhaft bezeichnet, und man hoffte, in den Jahreszeiten mit längerem Tageslicht mindestens 50 Revolver in der Woche fertigen zu können.
Das Privileg für den „Dorn–Revolver“ von 1861 trat Scheinigg am 17. Juli 1862 an Michael Auer ab. Auer war ein Revolverfabrikant aus Wien-Neubau, Stiftgasse Nr. 3. Er verlegte den Standort seiner Fabrik in die „bürgerliche Schießstätte“ Nr. 56 nächst dem Westbahnhof auf der Schmelz. Am 23. November 1863 erhielt Auer für die Verbesserung der Revolver und der dazu dienlichen Munition ein Privileg für zwei Jahre. Dieser sogenannte „Auer´sche Revolver“ wurde vom k.k. Offizierskorps in der Zeitung „Der Kamerad“ vom 1. April 1864 positiv bewertet.
Scheinigg gründete am 20. September 1862 gemeinsam mit Gottfried Schuricht die protokollierte Firma Scheinigg & Schuricht. Die Betriebsstätte dieser Firma war auf der Adresse von Scheinigg, Ottakring Nr. 405. Scheinigg wurde Chef dieser Firma und Schuricht fungierte als „Öffentlicher Gesellschafter“. Schuricht war ebenfalls ein Büchsenmacher und zusätzlich ein Spezialist für metall- und holzbearbeitende Maschinen. Für seine Verbesserungen an solchen Maschinen bekam Schuricht später auch Privilegien verliehen. Es darf angenommen werden, dass Schuricht für Verbesserungen der fabrikmäßigen Fertigung der Waffen in Scheiniggs Firma geholt wurde.
Leopold Gasser heiratete 1862 Scheiniggs Tochter Leopoldine.
Am 28. Dezember 1862 bekam Scheinigg ein Privileg für einen neuen Revolver aus seiner Fabrik, den er „Gasser´s Revolver“ nannte. Da dieser Revolver Gassers Namen trägt und unter diesem auch angeboten wurde, lässt dies den Schluss zu, dass Gasser maßgeblich zur Entwicklung dieses Revolvers beigetragen hatte. Die Vorteile zum „Scheinigg-Revolver“ waren unter anderem, dass er bedeutend leichter ausgeführt war, die Zündhütchen vor Regen geschützt waren und diese sich am Piston nicht lockern konnten. Hervorzuheben ist auch die Verwendung von zwei verschiedenen Metallen. Das Mittelstück, die Ladeklappe, der Griffrahmen und der Abzugsbügel waren aus Bronzeguss, alle anderen Teile aus Stahl gefertigt.
Gasser arbeitete weiterhin an der Verbesserung dieses Revolvers und schuf später als selbständiger Fabrikant den Gasser-Revolver M1870. Mit diesem Fabrikat hatte er den Grundstein für ein später bedeutendes österreichisches Unternehmens gelegt, dessen Ursprung auf Josef Scheinigg zurückzuführen ist.
Am 18. November 1863 starb Josef Scheinigg und wurde am 20. November 1863 auf dem Ottakringer Friedhof begraben. Nach seinem Tod führte seine Frau Josefa die Fabrik zumindest bis Februar 1867 weiter.

## Familie Scheinigg und Gasser

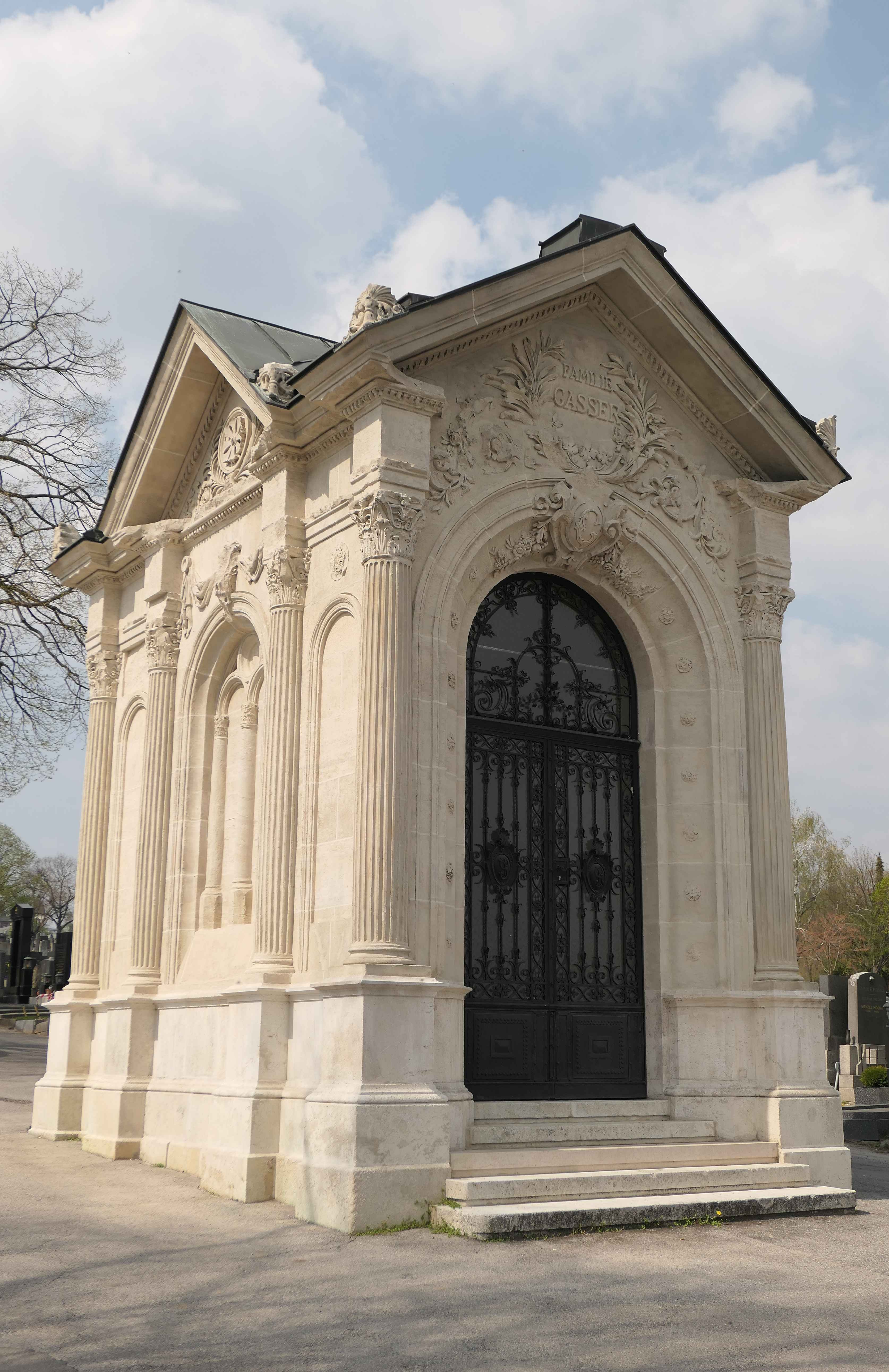
Mausoleum der Familie Gasser auf dem Ottakringer Friedhof

Josef Scheinigg und seine Frau Josefa hatten fünf Kinder. Die älteste Tochter namens Leopoldine (14. November 1846 – 18. September 1893) heiratete am 14. Oktober 1862 den bei ihrem Vater arbeitenden Büchsenmacher Leopold Gasser (3. März 1836 – 9. Jänner 1871). Im gleichen Jahr wird Leopold Gasser Büchsenmachermeister, machte sich selbständig und gründete in der Feßtgasse Nr. 11 in Ottakring die „Gasser´sche Revolver Fabrik“.
Sein Bruder Johann Gasser trat um 1864 in die Firma „Leopold Gasser“ ein und konnte die Fabrik in Ottakring nach dem Tod seines Bruders Leopold weiter ausbauen.
Nach Leopold Gassers Tod heiratete sein jüngerer Bruder Johann Gasser (18. Mai 1847 – 16. Juli 1896) am 18. Mai 1872 dessen Witwe Leopoldine. Johann Gasser und seine Frau Leopoldine vergrößerten die Firma „Leopold Gasser Waffenfabrik“ in Ottakring von ursprünglich Feßtgasse Nr. 11 auf Feßtgasse Nr. 11 bis 13. Letztlich befand sich die Fabrik in der Feßtgasse Nr. 17 mit der dazugehörigen Ecke Ottakringer Hauptstraße. Anfang der 1870er-Jahre errichtete Johann Gasser zusätzlich in St. Pölten ein Hammerwerk und die „St. Pöltner Weicheisen- und Stahlgießerei Leopold Gasser“. Als Firmenname wurde „Leopold Gasser“, sowohl für die Fabrik in Ottakring, als auch für die Fabrik in St. Pölten verwendet.
Der jüngste Bruder von Leopold und Johann Gasser, Michael Gasser (30. September 1848 – 11. November 1905), betrieb mit August Rast (1846–1922) die Nähmaschinenfabrik Rast & Gasser, welche zusätzlich auch Waffen herstellte. Das bekannteste Produkt ihrer Waffenerzeugung war der Revolver Rast & Gasser M1898.
Nach dem Tod von Leopoldine Gasser am 18. September 1893 heiratete Johann Gasser im Jahre 1894 die akademische Malerin Eugénie Heger (* 18. Dezember 1861).
1895 ließ Johann Gasser ein Familienmausoleum auf dem Ottakringer Friedhof errichten, in dem sein Bruder Leopold, seine Schwägerin und spätere Ehefrau Leopoldine geborene Scheinigg, die er beide dorthin umbetten ließ, sowie er selbst bestattet sind.